# VoThM (パイロット版)
VoThM (パイロット版) は、1992年9月23日発売のVoThMの2枚目のアルバムである。

## 解説
- 1994年にテイチクからリリースされる同タイトルアルバムのパイロット版。
- 熊丸久徳がメンバーとして参加した最初の作品。
- 田中裕二がメンバーとして参加した最後の作品。

## 収録曲
| 全編曲: VoThM。 |                                       |          |                   |
| #               | タイトル                              | 作詞     | 作曲              |
| 1.              | 「1991」                              | 渡辺英樹 | 田中裕二          |
| 2.              | 「ライセンスをもらったHighteen Lady」 | 渡辺英樹 | 田中裕二          |
| 3.              | 「赤い月」                            | 渡辺英樹 | 丸山正剛          |
| 4.              | 「すごいショックだろう」              | 渡辺英樹 | 田中裕二          |
| 5.              | 「Fight or Flight,Knight」            | 渡辺英樹 | 丸山正剛/田中裕二 |
| 6.              | 「声にならないCry」                   |          | 渡辺英樹          |
| 7.              | 「ずれたJust Beet」                   | 渡辺英樹 | 丸山正剛          |
| 8.              | 「They'll Be Back again」             |          | 渡辺英樹          |
| 9.              | 「アジアからきた女」                  | 渡辺英樹 | 丸山正剛          |
| 10.             | 「Yes,it's true」                     | 渡辺英樹 | 丸山正剛          |

## 楽曲解説
1. 1991
1stアルバム『VoThM (インディーズ)』やベスト・アルバム『VoThM BEST』にも収録。
2. ライセンスをもらったHighteen Lady
3. 赤い月
4. すごいショックだろう
5. Fight or Flight,Knight
1stアルバム『VoThM (インディーズ)』やベスト・アルバム『VoThM BEST』にも収録。
6. 声にならないCry
7. ずれたJust Beet
8. They'll Be Back again
9. アジアからきた女
10. Yes,it's true
3rdアルバム『VoThM』にも収録されている。